# Lycopodiella duseniana
Lycopodiella duseniana är en lummerväxtart som först beskrevs av B. Øllg och P. G. Windisch, och fick sitt nu gällande namn av B. Øllg. Lycopodiella duseniana ingår i släktet strandlumrar, och familjen lummerväxter. Inga underarter finns listade i Catalogue of Life.